# Living with a Hernia
Living with a Hernia è una canzone di "Weird Al" Yankovic, pubblicato come singolo estratto dall'album Polka Party! nel 1986. È la parodia di Living in America di James Brown.

## Significato
La canzone parla delle ernie. In una parte del testo vengono elencati alcuni comuni tipi di ernia: incompleta, epigastrica, vescicale, strangolata, lombare, di Richter, ostruita, inguinale e diretta.

## Tracce
1. Living with a Hernia – 3:16
2. Don't Wear Those Shoes – 3:35

## Video
Il video è la parodia della performance di James Brown in Rocky IV, ed è stato girato nello stesso scenario.
In alcune scene si vede Weird Al che fa fatica a svolgere delle cose (per esempio: fare la spesa, giocare a bowling, giocare a tennis ecc.) a causa della sua ernia.